# Oxytropis putoranica
Oxytropis putoranica là một loài thực vật có hoa trong họ Đậu. Loài này được M.M.Ivanova miêu tả khoa học đầu tiên.